# عبد المنان عمري
ملا عبد المنان عمري زعيم أفغاني من ولاية أروزكان، وقيادي في حركة طالبان شغل منصب القائم بأعمال وزير الأشغال العامة في إمارة أفغانستان الإسلامية من 7 سبتمبر 2021 إلى 23 يناير 2023. كما كان عضوًا أساسيًا في فريق المفاوضات في مكتب قطر. وهو الأخ غير الشقيق لملا عمر. وكان في عام 2016 رئيسًا للشؤون الدينية والدعوة في حركة طالبان.